# Tysk-österrikiska backhopparveckan 1978/1979
Under Tysk-österrikiska backhopparveckan 1978/1979 hoppade man i Oberstdorf den 30 december, den 1 januari hoppade man i Garmisch-Partenkirchen och den 3 januari hoppade man i Innsbruck. Deltävlingen i Bischofshofen genomfördes slutligen den 6 januari.

## Oberstdorf
- Datum: 30 december 1978
- Land:  Västtyskland
- Backe: Schattenbergschanze

| Placering | Hoppare           | Land            | Poäng |
| --------- | ----------------- | --------------- | ----- |
| 01        | Jurij Ivanov      | Sovjetunionen   | 235,4 |
| 02        | Jochen Danneberg  | Östtyskland     | 234,5 |
| 03        | Pentti Kokkonen   | Finland         | 232,4 |
| 04        | Klaus Tuchscherer | Österrike       | 224,4 |
| 05        | Ján Tánczos       | Tjeckoslovakien | 222,8 |
| 06        | Harald Duschek    | Östtyskland     | 222,6 |
| 07        | Willi Pürstl      | Österrike       | 221,6 |
| 08        | Hansjörg Sumi     | Schweiz         | 220,2 |
| 09        | Leoš Škoda        | Tjeckoslovakien | 217,7 |
| 010       | Jari Puikkonen    | Finland         | 216,6 |

## Partenkirchen
- Datum: 1 januari 1979
- Land:  Västtyskland
- Backe: Große Olympiaschanze

| Placering | Hoppare          | Land            | Poäng |
| --------- | ---------------- | --------------- | ----- |
| 01        | Josef Samek      | Tjeckoslovakien | 120,5 |
| 02        | Bogdan Norčič    | Jugoslavien     | 117,6 |
| 03        | Pentti Kokkonen  | Finland         | 114,4 |
| 04        | Harald Duschek   | Östtyskland     | 113,2 |
| 05        | Matthias Buse    | Östtyskland     | 112,5 |
| 06        | Ján Tánczos      | Tjeckoslovakien | 111,5 |
| 07        | Hansjörg Sumi    | Schweiz         | 111,2 |
| 08        | Jim Denny        | USA             | 110,3 |
| 09        | Jochen Danneberg | Östtyskland     | 110,1 |
| 010       | Stanisław Bobak  | Polen           | 109,4 |

## Innsbruck
- Datum: 3 januari 1979
- Land:  Österrike
- Backe: Bergiselschanze

| Placering | Hoppare          | Land        | Poäng |
| --------- | ---------------- | ----------- | ----- |
| 01        | Pentti Kokkonen  | Finland     | 231,3 |
| 02        | Roger Ruud       | Norge       | 224,6 |
| 03        | Jochen Danneberg | Östtyskland | 218,8 |
| 04        | Harald Duschek   | Östtyskland | 216,0 |
| 05        | Hansjörg Sumi    | Schweiz     | 215,4 |
| 06        | Manfred Deckert  | Östtyskland | 213,3 |
| 07        | Klaus Tuchsherer | Österrike   | 213,2 |
| 08        | Johan Sætre      | Norge       | 212,3 |
| 09        | Martin Weber     | Östtyskland | 212,2 |
| 010       | Klaus Ostwald    | Östtyskland | 211,3 |

## Bischofshofen
- Datum: 6 januari 1979
- Land:  Österrike
- Backe: Paul-Ausserleitner-Schanze

| Placering | Hoppare          | Land            | Poäng |
| --------- | ---------------- | --------------- | ----- |
| 01        | Pentti Kokkonen  | Finland         | 237,5 |
| 02        | Johan Sætre      | Norge           | 236,9 |
| 03        | Piotr Fijas      | Polen           | 236,0 |
| 04        | Hansjörg Sumi    | Schweiz         | 235,8 |
| 05        | Jouko Törmänen   | Finland         | 221,2 |
| 06        | Martin Weber     | Östtyskland     | 219,1 |
| 07        | Leoš Škoda       | Tjeckoslovakien | 217,8 |
| 08        | Jochen Danneberg | Östtyskland     | 217,4 |
| 09        | Tapio Räisänen   | Finland         | 213,7 |
| 09        | Harald Duschek   | Östtyskland     | 213,7 |

## Slutställning
| Placering | Hoppare          | Land            | Poäng |
| --------- | ---------------- | --------------- | ----- |
| 01        | Pentti Kokkonen  | Finland         | 812,0 |
| 02        | Hansjörg Sumi    | Schweiz         | 782,6 |
| 03        | Jochen Danneberg | Östtyskland     | 780,8 |
| 04        | Harald Duschek   | Östtyskland     | 765,4 |
| 05        | Johan Sætre      | Norge           | 765,3 |
| 06        | Leoš Škoda       | Tjeckoslovakien | 748,3 |
| 07        | Klaus Tuchsherer | Österrike       | 748,1 |
| 08        | Matthias Buse    | Östtyskland     | 741,9 |
| 09        | Martin Weber     | Östtyskland     | 739,5 |
| 010       | Piotr Fijas      | Polen           | 737,2 |